# Dolophilodes nomugiensis
Dolophilodes nomugiensis là một loài Trichoptera trong họ Philopotamidae. Chúng phân bố ở miền Cổ bắc.